# Opřetice
Opřetice je část města Bystřice v okrese Benešov. Nachází se na jihu Bystřice. Prochází tudy železniční trať Praha – České Budějovice. V roce 2009 zde bylo evidováno 28 adres.
Opřetice leží v katastrálním území Jinošice o výměře 7,34 km².

## Gramatika
Název Opřetice je podstatné jméno pomnožné. Správné skloňování je tedy Opřetice bez Opřetic.

## Historie
První písemná zmínka o vesnici pochází z roku 1316.